# Маршфілд (Вісконсин)
Маршфілд (англ. Marshfield) — місто (англ. city) в США, в округах Вуд і Марафон штату Вісконсин. Населення — 18 929 осіб (2020).

## Географія
Маршфілд розташований за координатами 44°39′50″ пн. ш. 90°10′23″ зх. д. / 44.66389° пн. ш. 90.17306° зх. д. (44.663807, -90.173052). За даними Бюро перепису населення США в 2010 році місто мало площу 34,92 км², з яких 34,85 км² — суходіл та 0,07 км² — водойми.

### Клімат
| Клімат : Маршфілд     | Клімат : Маршфілд | Клімат : Маршфілд | Клімат : Маршфілд | Клімат : Маршфілд | Клімат : Маршфілд | Клімат : Маршфілд | Клімат : Маршфілд | Клімат : Маршфілд | Клімат : Маршфілд | Клімат : Маршфілд | Клімат : Маршфілд | Клімат : Маршфілд | Клімат : Маршфілд |
| Показник              | Січ.              | Лют.              | Бер.              | Квіт.             | Трав.             | Черв.             | Лип.              | Серп.             | Вер.              | Жовт.             | Лист.             | Груд.             | Рік               |
| Середній максимум, °C | −5,6              | −2,2              | 3,9               | 13,3              | 20,6              | 25,0              | 27,8              | 26,1              | 21,1              | 14,4              | 5,0               | −3,3              | 12,2              |
| Середній мінімум, °C  | −16,1             | −13,9             | −7,2              | 0,6               | 6,1               | 11,1              | 13,9              | 12,2              | 7,8               | 2,2               | −4,4              | −12,8             | 0,0               |
| Норма опадів, мм      | 23                | 23                | 51                | 74                | 104               | 102               | 102               | 104               | 114               | 69                | 53                | 38                | 857               |
| --------------------- | ----------------- | ----------------- | ----------------- | ----------------- | ----------------- | ----------------- | ----------------- | ----------------- | ----------------- | ----------------- | ----------------- | ----------------- | ----------------- |
| Джерело: Weatherbase  |                   |                   |                   |                   |                   |                   |                   |                   |                   |                   |                   |                   |                   |

## Демографія
Згідно з переписом 2010 року, у місті мешкало 19 118 осіб у 8777 домогосподарствах у складі 4995 родин. Густота населення становила 547 осіб/км². Було 9516 помешкань (272/км²).
Расовий склад населення:
| - 94,8 % — білих - 2,3 % — азіатів - 0,7 % — чорних або афроамериканців - 0,2 % — корінних американців |

До двох чи більше рас належало 1,2 %. Частка іспаномовних становила 2,4 % від усіх жителів.
За віковим діапазоном населення розподілялося таким чином: 20,9 % — особи молодші 18 років, 60,7 % — особи у віці 18—64 років, 18,4 % — особи у віці 65 років та старші. Медіана віку мешканця становила 41,3 року. На 100 осіб жіночої статі у місті припадало 89,9 чоловіків; на 100 жінок у віці від 18 років та старших — 86,1 чоловіків також старших 18 років.
Середній дохід на одне домашнє господарство становив 59 452 долари США (медіана — 43 639), а середній дохід на одну сім'ю — 76 771 долар (медіана — 63 316). Медіана доходів становила 44 699 доларів для чоловіків та 34 657 доларів для жінок. За межею бідності перебувало 11,7 % осіб, у тому числі 14,9 % дітей у віці до 18 років та 8,3 % осіб у віці 65 років та старших.
Цивільне працевлаштоване населення становило 9538 осіб. Основні галузі зайнятості: освіта, охорона здоров'я та соціальна допомога — 35,2 %, виробництво — 14,2 %, роздрібна торгівля — 14,1 %.

## Постаті
- Ендрю Пітерс (1995—2023) — американський та український військовослужбовець, учасник російсько-української війни та війни в Афганістані.